# Wohnkomplex Tower

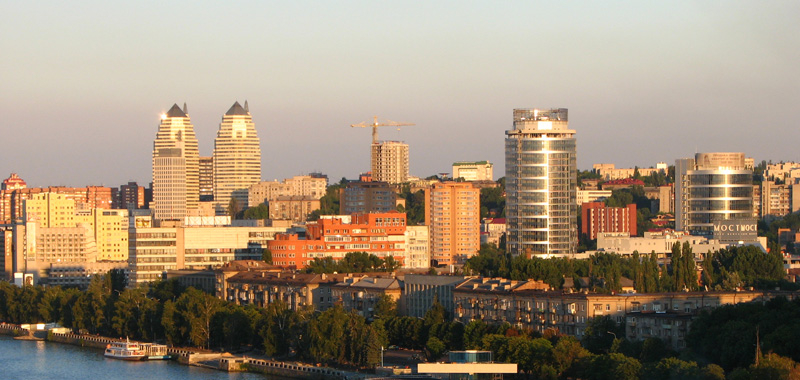
Skyline von Dnipro. Links die Zwillingstürme

Der Wohnkomplex „Tower“ (ukrainisch Житловий комплекс «Башти») sind zwei Wolkenkratzer in der ukrainischen Stadt Dnipro. Mit ihrer offiziellen Höhe von 123 Metern bis zur Dachspitze bzw. 126 Metern absolute Höhe (Antennenspitze) waren die Zwillingstürme zum Zeitpunkt ihrer Fertigstellung die höchsten Hochhäuser in der Ukraine und sind bis heute die höchsten der Ukraine außerhalb der Hauptstadt Kiew.
Die Gebäude, die den Ukrainischen Wettbewerb für das beste Gebäude im Jahr 2003 sowie weitere Architekturpreise gewannen, sind Teil des architektonischen Ensembles „Krutohornyj“ (Крутогорний) im Stadtrajon Sobor und bestimmen das Bild der Skyline von Dnipro. Seit ihrer Erbauung sind sie in der Liste der Sehenswürdigkeiten enthalten.
Der Bau des „Westturms“ wurde im Dezember 2003 abgeschlossen und der des „Ostturms“ im Jahr 2005.
In den Gebäuden mit vier High-Speed-Aufzügen gibt es vom 3. bis zum 20. Stockwerk Appartements von 78 bis 260 m² und von der 21. bis zur 24. Etage Appartements von 285 bis 698 m². Die obersten Etagen sind der Technik vorbehalten, in den untersten zwei Stockwerken ist der Eingangsbereich mit Fitnessräumen, Beauty-Salon und einem Sportkomplex, der unter anderem ein 25-Meter-Schwimmbecken hat. In den Untergeschossen befindet sich je Turm eine Tiefgarage für jeweils 76 PKWs.